# Ternberg
Ternberg è un comune austriaco di 3 389 abitanti nel distretto di Steyr-Land, in Alta Austria; ha lo status di comune mercato (Matrktgemeinde).